# Nusfjord
Nusfjord è uno dei borghi di pescatori più antichi e meglio conservati della Norvegia. Si trova sulle isole Lofoten e appartiene amministrativamente al comune di Flakstad. Nusfjord è stato designato dall'UNESCO nel 1975 come progetto pilota per preservare l'architettura tradizionale norvegese.
Nusfjord al momento non è un villaggio abitato in modo permanente ma piuttosto un museo. È ancora possibile soggiornare in una rorbu tradizionale.
Gli scavi archeologici hanno portato alla luce insediamenti risalenti al V secolo. È stato uno dei primi luoghi in cui sia stata sviluppata
su scala industriale la lavorazione del merluzzo nella regione di Nordland. Ci sono due stabilimenti di lavorazione e cinquanta edifici storici.